# 春おぼろ
「春おぼろ」（はるおぼろ）は、1979年2月5日にリリースされた岩崎宏美の16枚目のシングル。

## 概要
岩崎のシングル曲としては、山上路夫が初めて作詞を担当。
同曲で、TBSテレビ『ザ・ベストテン』（1978年1月放映開始）には、1979年3月22日に「今週のスポットライト」コーナーで初出演、その後4月12日に初ランクイン（第9位・1週）となった。
1999年3月、シングル「許さない」のカップリング曲として古川昌義のギター一本によるライブ録音と、アルバム『Never Again 〜許さない』収録の川口真アレンジの別バージョンが発表された。川口アレンジのものはオリジナルよりもキーが半音低く、古川アレンジのものは、それよりも更に半音低いキーで演奏された。

## 収録曲
- 両楽曲共に、作詞：山上路夫／作曲・編曲：筒美京平

1. 春おぼろ（3分22秒）
2. 吐息ばかり（3分44秒）